# Vogler-Maler
Vogler-Maler ist der Notname eines mittelkorinthisch-schwarzfigurigen Vasenmalers, der etwa von 600 bis nach 575 v. Chr. tätig war.
Benannt ist er nach seiner Namenvase im Antikenmuseum in Basel, die als Leihgabe des Sammlers Karl Vogler in das Museum gelangte. Der Skyphos ist in der Mitte mit Sirenen, Löwen, Panthern, Hirschen und einem Vogel bemalt, außen ist er mit verschiedenen umlaufenden Mustern versehen. Der zweite ihm zugeschriebene Skyphos befindet sich im Metropolitan Museum of Art in New York. Die Außenseite der Vase ist ebenfalls mit verschiedenen Ornamenten versehen, im Mittelteil wird ein florales Muster gezeigt, das von Sphingen, Panthern, einem Löwen, einer Ziege und einem Schwan umgeben ist.
Als charakteristisch an seinen Werken gilt die ungewöhnlich sorgfältige Ausarbeitung der Motive, die mit der des Royal-Library-Malers verglichen wird.